# Дом на набережной (музей)
Музей «Дом на набережной» — российское музейное заведение, посвящённое одноимённому зданию. Отдел Музея истории ГУЛАГа.

## Описание
Музей был открыт в ноябре 1989 года по инициативе одной из старейших жительниц дома, Тамары Андреевны Тер-Егиазарян. Имел права общественной организации.
В 1992 году указом Министерства культуры России заведению было присвоено почётное звание «Народного музея». В 1996 году музей получил грант фонда Сороса на улучшение материально-технического оснащения музея. С 1998 года музей «Дом на набережной» функционирует на правах муниципального краеведческого музея.
Сотрудниками музея собрано много материалов об истории дома и его жителях, в частности документы, фотографии, бытовые принадлежности, книги и детали интерьера. Музей посетили тысячи людей, организовано несколько сотен экскурсий.
Музеем руководит Ольга Романовна Трифонова, вдова писателя Ю. В. Трифонова (1925—1981). Сотрудником музея является Татьяна Ивановна Шмидт, дочь И. В. Товстухи — личного помощника И. В. Сталина.
Это единственный в России и один из нескольких в мире музеев, посвящённых одному дому. Была предпринята попытка воссоздать аутентичную бытовую обстановку 1930-х годов, когда здесь проживали политические и общественные деятели, военачальники, артисты, литераторы и учёные (на фасаде дома 25 мемориальных досок и еще шесть — в подъездах), многие из которых были репрессированы, известны случаи самоубийства (нарком Михаил Каганович, партийный руководитель Константин Пшеницын, руководитель ТАСС Яков Долецкий).